# Damasippoides
Damasippoides är ett släkte av insekter. Damasippoides ingår i familjen Damasippoididae.
Kladogram enligt Catalogue of Life:
| Damasippoides | \| \| Damasippoides albomarginatus \| \| \| \| \| \| Damasippoides erythropterus \| \| \| \| \| \| Damasippoides xanthostictus \| \| \| \| |
|               | \| \| Damasippoides albomarginatus \| \| \| \| \| \| Damasippoides erythropterus \| \| \| \| \| \| Damasippoides xanthostictus \| \| \| \| |
|               | Pseudoleosthenes |
|               | |
|               | Damasippoides albomarginatus |
|               | |
|               | Damasippoides erythropterus |
|               | |
|               | Damasippoides xanthostictus |
|               | |

|  | Damasippoides albomarginatus |
|  |                              |
|  | Damasippoides erythropterus  |
|  |                              |
|  | Damasippoides xanthostictus  |
|  |                              |